# Protochondrostoma genei
Protochondrostoma genei är en fiskart som först beskrevs av Bonaparte 1839.  Protochondrostoma genei ingår i släktet Protochondrostoma och familjen karpfiskar. Inga underarter finns listade i Catalogue of Life.
Arten förekommer i norra Italien och i angränsande områden av Slovenien. Den vistas i vattendrag och i insjöar.
Beståndet hotas av konkurrensen med introducerade fiskar som noskarp (Chondrostoma nasus), särskild i Slovenien. I Italien utgör dessutom mal, id och asp konkurrenter. Vattenföroreningar har negativ påverkan. I andra italienska vattendrag blev Protochondrostoma genei själv införd. Därför minskar där populationerna av Rutilus rubilio och Squalius lucumonis. IUCN kategoriserar arten globalt som livskraftig.